# Paracorolla

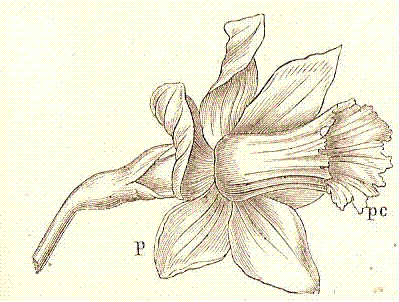
Paracorolla (pc) di un narciso a trombone, all'interno della corolla formata dai petali (P).

In botanica la paracorolla è un tipo di corona, cioè un complesso di appendici petaloidi che origina dalla fusione di una parte dei tepali. Si presenta come una struttura a corolla all'interno della corolla propriamente detta e compare nei fiori di famiglie diverse.
L'esempio classico è il fiore dei narcisi, ma compare anche in altri generi della famiglia delle Amaryllidaceae (Pancratium, Hymenocallis), nell'oleandro, passiflora e nell'aquilegia.